# Poljana Biškupečka
Poljana Biškupečka falu Horvátországban, Varasd megyében. Közigazgatásilag Varasdhoz tartozik.

## Fekvése
Varasd központjától 4 km-re délnyugatra  fekszik.

## Története
A falunak 1857-ben 191, 1910-ben 296, túlnyomórészt horvát lakosa volt. 1900-ig Poljana volt a hivatalos neve. 1920-ig Varasd vármegye Varasdi járásához tartozott. Egyházilag a közeli Sveti Ilija plébániájához tartozik. 2001-ben 443  lakosa volt.

## Nevezetességei
Keresztelő Szent János tiszteletére szentelt kápolnája 1999-ben épült.

## Külső hivatkozások
- Varasd város hivatalos oldala